# 漢考克鎮區 (伊利諾伊州漢考克縣)
漢考克鎮區（英語：Hancock Township）是位於美國伊利諾伊州漢考克縣的一個行政鎮區。

## 地方資料
根據2010年美國人口普查的數據，漢考克鎮區的面積為98.90平方千米，當中陸地面積為98.90平方千米，而水域面積為0.00平方千米。當地共有人口249人，而人口密度為每平方千米2.52人。